# Ruth Metzler

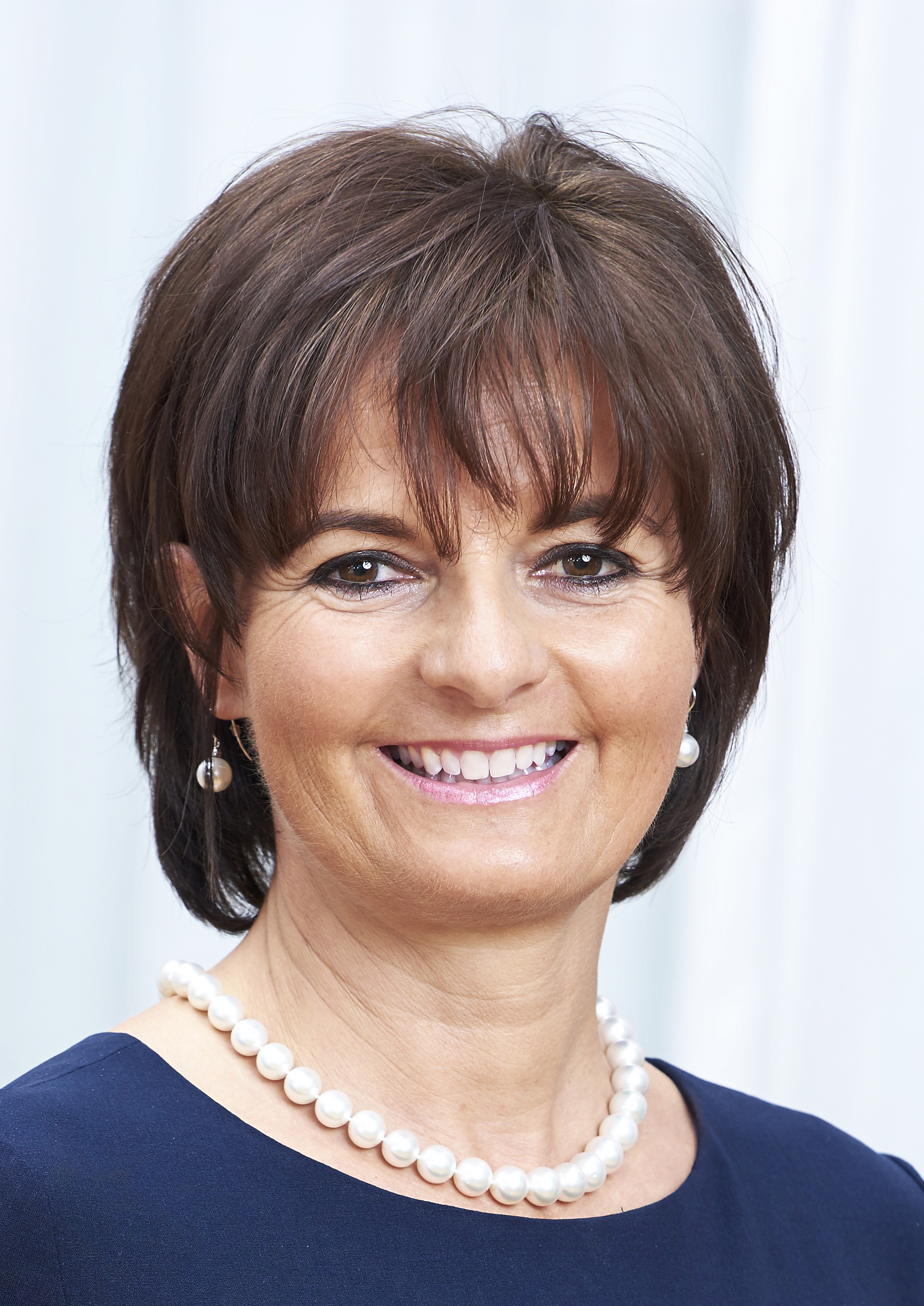
Ruth Metzler-Arnold (2016)

Ruth Maria Metzler-Arnold (* 23. Mai 1964 in Sursee; heimatberechtigt in Reiden/ehemals Richenthal, Willisau und Balgach) ist eine Schweizer Managerin und Politikerin (CVP). Sie war von 1999 bis 2003 Mitglied des Bundesrats und führte das Eidgenössische Justiz- und Polizeidepartement.

## Leben
Metzler absolvierte von 1977 bis 1984 das Gymnasium in Willisau und Sursee. Von 1984 bis 1989 studierte sie Rechtswissenschaft an der Universität Freiburg und schloss mit dem Lizenziat ab. Nach dem Studium zog sie in den Ostschweizer Kanton Appenzell Innerrhoden. Von 1990 bis 1999 war Metzler als Wirtschaftsprüferin bei PricewaterhouseCoopers in St. Gallen tätig. 1994 erwarb sie das Diplom als eidg. diplomierte Wirtschaftsprüferin. Sie lebte und arbeitete in Bern, Paris und Basel. Von 1991 bis 2010 war sie mit Lukas Metzler verheiratet. Sie wohnt in Appenzell und ist seit 2015 mit dem Bankmanager Stephan Zimmermann verheiratet.

## Kantonspolitikerin
Nebenamtlich war Metzler von 1992 bis 1995 als Bezirksrichterin und von 1995 bis 1996 als Kantonsrichterin tätig. 1996 wurde sie von der Landsgemeinde in die Standeskommission des Kantons Appenzell Innerrhoden gewählt und zur «Frau Säckelmeister» (Vorsteherin des Finanzdepartements) bestimmt. Das Regierungsamt ist in Appenzell Innerrhoden kein Vollamt und erlaubt neben der politischen auch weiterhin anderweitige berufliche Tätigkeiten.

## Bundesrätin

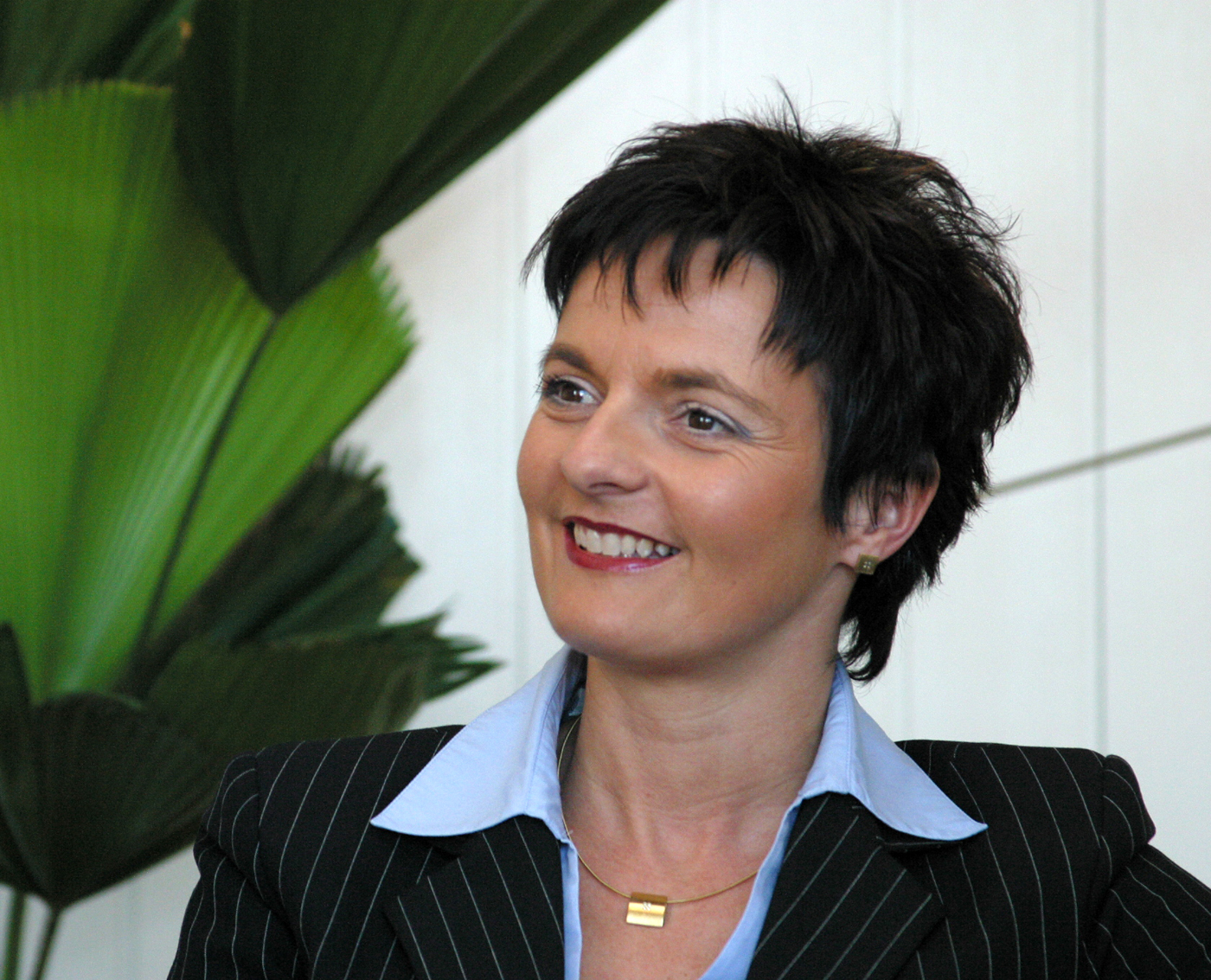
Ruth Metzler-Arnold (2003)

Im Frühjahr 1999 traten die beiden CVP-Bundesräte Arnold Koller und Flavio Cotti gleichzeitig von ihrem Amt zurück. Dies bot der Partei die Chance, neun Monate vor den ordentlichen Wahlen mit zwei neuen Bundesräten als Lokomotiven in den Wahlkampf zu ziehen. Die Doppelvakanz ermöglichte es der CVP-Fraktion, ihre Forderung nach einer weiteren Frau in der Landesregierung gleich selber zu erfüllen, die sie ein Jahr zuvor bei der Ersatzwahl für FDP-Bundesrat Jean-Pascal Delamuraz aufgestellt hatte. Für die Nachfolge von Koller stellte die Fraktion die kandidierenden Frauen zur Wahl, für die Nachfolge von Cotti die Männer. Neben der St. Galler Volkswirtschafts-Direktorin Rita Roos stellte sich Ruth Metzler-Arnold zur Verfügung. Metzler war ausserhalb der Ostschweiz zwar noch wenig bekannt, engagierte sich jedoch in interkantonalen Gremien und eidgenössischen Expertenkommissionen. Bei den Ersatzwahlen vom 11. März 1999 wählte sie die Vereinigte Bundesversammlung (Stände- und Nationalrat) im vierten Wahlgang und mit acht Stimmen Mehrheit (126:118) zur jüngsten Bundesrätin seit Numa Droz (gewählt 1875). Mit ausschlaggebend war die Unterstützung der Westschweizer Abgeordneten, die bei der Wahl um den Sitz von Flavio Cotti den Freiburger Joseph Deiss durchsetzen wollten. Dieser galt wie Rita Roos eher dem sozialen Parteiflügel zugehörig, weshalb man bessere Chancen für ihn sah, wenn vorher die als wirtschaftsfreundlich geltende Ruth Metzler gewählt würde. Bei den Gesamterneuerungswahlen vom 15. Dezember 1999 wurde sie bestätigt.
In der Landesregierung übernahm sie das Eidgenössische Justiz- und Polizeidepartement EJPD. Dort hatte sie sogleich mehrere aktuelle Dossiers zu bearbeiten, vor allem im Zusammenhang mit der Flüchtlingswelle im Gefolge des Kosovokrieges. In den folgenden Jahren wurden sämtliche 14 vom EJPD eingebrachten Vorlagen des Parlamentes in den Volksabstimmungen angenommen. Metzler setzte auch die Verhandlungen zum Beitritt der Schweiz zu den Abkommen von Schengen und Dublin mit der EU durch. 2003 war Metzler Vizepräsidentin des Bundesrats.
Die Nationalratswahlen 2003 führten zu weiteren Stimmverlusten bei der CVP. Dagegen legte die SVP erneut stark zu. Sie erhob wiederum Anspruch auf einen zweiten Sitz in der Landesregierung und forderte ihn für ihren Parteiführer Christoph Blocher. Bei den Gesamterneuerungswahlen des Bundesrats vom 10. Dezember 2003 griff die SVP bereits den ersten der beiden CVP-Sitze an. Da Ruth Metzler 1999 vor Joseph Deiss gewählt worden war, stand sie als erste der beiden CVP-Magistraten zur Wiederwahl. Mit fünf Stimmen Differenz (116:121) unterlag sie Blocher. Metzler war nach Ulrich Ochsenbein (abgewählt 1854) und Jean-Jacques Challet-Venel (abgewählt 1872) erst das dritte Mitglied des Bundesrates, das nicht wiedergewählt wurde. Vier Jahre später wurde dann Christoph Blocher ebenfalls nicht wiedergewählt.

## Weitere berufliche Karriere
Nach dem Ausscheiden aus dem Bundesrat nahm Metzler 2004/05 einen Lehrauftrag der Universität St. Gallen an. Im April 2005 wurde sie Leiterin der Rechtsabteilung und Mitglied der Geschäftsleitung von Novartis Frankreich in Paris. Von November 2006 bis Ende März 2010 leitete sie beim Novartis-Hauptsitz in Basel den Bereich Investor Relations für die Beziehungen des Unternehmens zu Analysten und Grossinvestoren. Metzler ist seit 2010 Inhaberin des Beratungs- und Kommunikationsunternehmen Metzler Strategie, Führung, Kommunikation AG in Appenzell. Seit 2011 arbeitet sie mit Partnern als Klaus-Metzler-Eckmann-Spillmann zusammen.
Seit Mai 2011 ist sie Präsidentin des Verwaltungsrats des Aussenwirtschaftsförderers Switzerland Global Enterprise (ehemals OSEC). Ausserdem ist sie Mitglied des Verwaltungsrats der AXA Winterthur, des Technologiekonzerns Bühler sowie seit 2012 des Universitätsrates der Universität St. Gallen.
Seit 2015 ist sie Verwaltungsrätin von FehrAdvice & Partners AG (gegründet 2010 von Ernst Fehr und dem CEO von FehrAdvice, Gerhard Fehr), einem Wirtschafts- und Unternehmensberatungsunternehmen, das sich auf Verhaltensökonomik (Behavioral Economics) spezialisiert hat.
Von 2018 bis 2025 war Metzler Präsidentin der Stiftung der Päpstlichen Schweizergarde, die zuvor schon von den alt Bundesräten Flavio Cotti und Pascal Couchepin präsidiert worden ist. Zudem wird sie auf der Website der Asylbetreuungsorganisation ORS AG als Mitglied des «Advisory Boards» genannt.
2024 wurde sie von Swiss Athletics als Kandidatin für das Präsidium von Swiss Olympic nominiert. Am 22. November wählte sie das Sportparlament in Ittigen zur Verbandspräsidentin. Metzler trat ihr Amt am 1. Januar 2025 an.

## Frühere Tätigkeiten
- Im November 2017 wurde die Quantum-Gruppe von Jean-Claude Bastos de Morais wegen Geschäften in Angola in den Paradise Papers aufgelistet. Metzler schied nach entsprechenden Presseveröffentlichungen aus dem Beirat der Gruppe aus mit der Begründung, dass für sie das «erst jetzt abschätzbare Geschäftsumfeld» nicht länger mit ihren Kriterien für Mandate vereinbar sei.[14][15]
- Von 2015[16] bis 2017[17] war sie Verwaltungsratspräsidentin von Aquila & Co. AG, einer Bank und Serviceplattform für unabhängige Vermögensverwalter.
- Von 2008 bis 2011 war Metzler Mitglied des Verwaltungsrats und gleichzeitig Mitglied des Audit Committees der SIX Group.[18]

## Dokumentation
- Die 7 Bundesrätinnen. In: SRF 1, DOK vom 29. November 2018 (50 min) (Videoausschnitte).

## Werke
- Grissini und Alpenbitter. Meine Jahre als Bundesrätin. Appenzeller Verlag, Herisau 2004, ISBN 3-85882-388-0.